# Canton de Pau-Ouest
Le canton de Pau-Ouest est un ancien canton français situé dans le département des Pyrénées-Atlantiques et la région Aquitaine.

## Composition

### De 1833 à 1973
Le canton regroupait 11 communes :
- Pau (partie)
- Gelos
- Jurançon
- Laroin
- Mazères
- Narcastet
- Rontignon
- Saint-Faust
- Uzos
- Gan
- Bosdarros

### De 1973 à 2015
Le canton regroupait 6 communes :
- Gelos
- Mazères-Lezons
- Narcastet
- Pau (partie)
- Rontignon
- Uzos.

## Représentation

### Conseillers généraux de 1833 à 2015
| Période           | Identité                    | Parti                 | Qualité |
| ----------------- | --------------------------- | --------------------- | --- |
| 1833-1852         | Joseph Nogué                | Républicain           | Avocat, notaire, avoué, maire de Pau (1848-1849)                                                                                  |
| 1852-1871         | Jean Manescau               | Droite                | Maître de Poste, Maire de Pau (1843-1848) Député (1849-1851)                                                                      |
| 1871-1880         | Arnaud de Castarède         | Droite                | Ancien Sous-Préfet |
| 1880-1904         | Émile Garet                 | Centre gauche         | Avocat à Pau Rédacteuer en chef de L'Indépendant Président du Conseil Général Député (1882-1885)                                  |
| 1904-1919         | Louis d'Iriart d'Etchepare  | RG                    | Avocat - Député (1900-1924) Premier adjoint au Maire de Pau                                                                       |
| 1919-1928         | Léonce Dissez               |                       | Agriculteur, maire de Gan Président du syndicat des agriculteurs des Basses-Pyrénées                                              |
| 1928-1937 (décès) | Louis Lasserre              | RG                    | Propriétaire, conférencier agricole à Pau                                                                                         |
| 1937-1940         | Auguste Champetier de Ribes | PDP                   | Avocat - Député (1924-1934) Sénateur (1934-1940 et 1946-1947) Ministre (entre 1929 et 1940)                                       |
|                   |                             |                       | |
| 1945-1949         | Marcel Fortain              | Rad.                  | Directeur d'école à Pau |
| 1949-1967         | Jean-Louis Tinaud           | MRP puis CNIP puis RI | Avocat - Député (1946-1951) Sénateur (1951-1958) Conseiller municipal de Pau (1947-1971) Président du Conseil Général (1958-1964) |
| 1967-1973         | André Labarrère             | CIR puis PS           | Agrégé d'université Député (1967-1968) Maire de Pau (1971-2006) Élu en 1973 dans le canton de Jurançon                            |
| 1973-1985         | Pierre Lasseuguette         | PS                    | Adjoint au Maire de Pau |
| 1985-2004         | Jean Gougy                  | RPR puis UMP          | Cadre d'entreprise Député de 1986 à 1988                                                                                          |
| 2004-2015         | Natalie Francq              | PS                    | Consultante en développement, Pau Vice-Présidente du Conseil Général                                                              |

### Conseillers d'arrondissement (de 1833 à 1940)
| Période                                  | Période      | Identité                           | Étiquette       | Qualité |
| ---------------------------------------- | ------------ | ---------------------------------- | --------------- | --- |
| 1833                                     | 1848 (décès) | Jean Baptiste Fourcade (1772-1848) |                 | Sous-intendant militaire en retraite, propriétaire à Pau                                                    |
|                                          |              |                                    |                 | |
| 1889                                     |              | Xavier Fondeville                  | Républicain     | Maire de Gan, Président du Conseil d'arrondissement                                                         |
|                                          |              |                                    |                 | |
| 1919                                     | 1933 (décès) | Pierre Massios                     | RG puis Radical | Président du syndicat des propriétaires de Pau                                                              |
|                                          |              |                                    |                 | |
| 1937                                     | 1940         | Henri Challe (1894-1968)           | PDP             | Architecte à Pau                                                                                            |
| 1940                                     |              |                                    |                 | Les conseils d'arrondissement ont été suspendus par la loi du 12 octobre 1940 et n'ont jamais été réactivés |
| Les données manquantes sont à compléter. |              |                                    |                 | |

## Démographie
| 1962 | 1968 | 1975 | 1982 | 1990   | 1999   | 2006   | 2011   | 2012   |
| ---- | ---- | ---- | ---- | ------ | ------ | ------ | ------ | ------ |
| -    | -    | -    | -    | 15 172 | 14 930 | 15 503 | 14 705 | 14 642 |

## Pour approfondir